# Plestiodon finitimus
Plestiodon  finitimus (japanisch ヒガシニホントカゲ, Higashi-Nihon-Tokage) ist eine Skinkart der Gattung Plestiodon aus der Unterfamilie Scincinae, die im Norden Japans verbreitet ist.

## Merkmale und Lebensweise

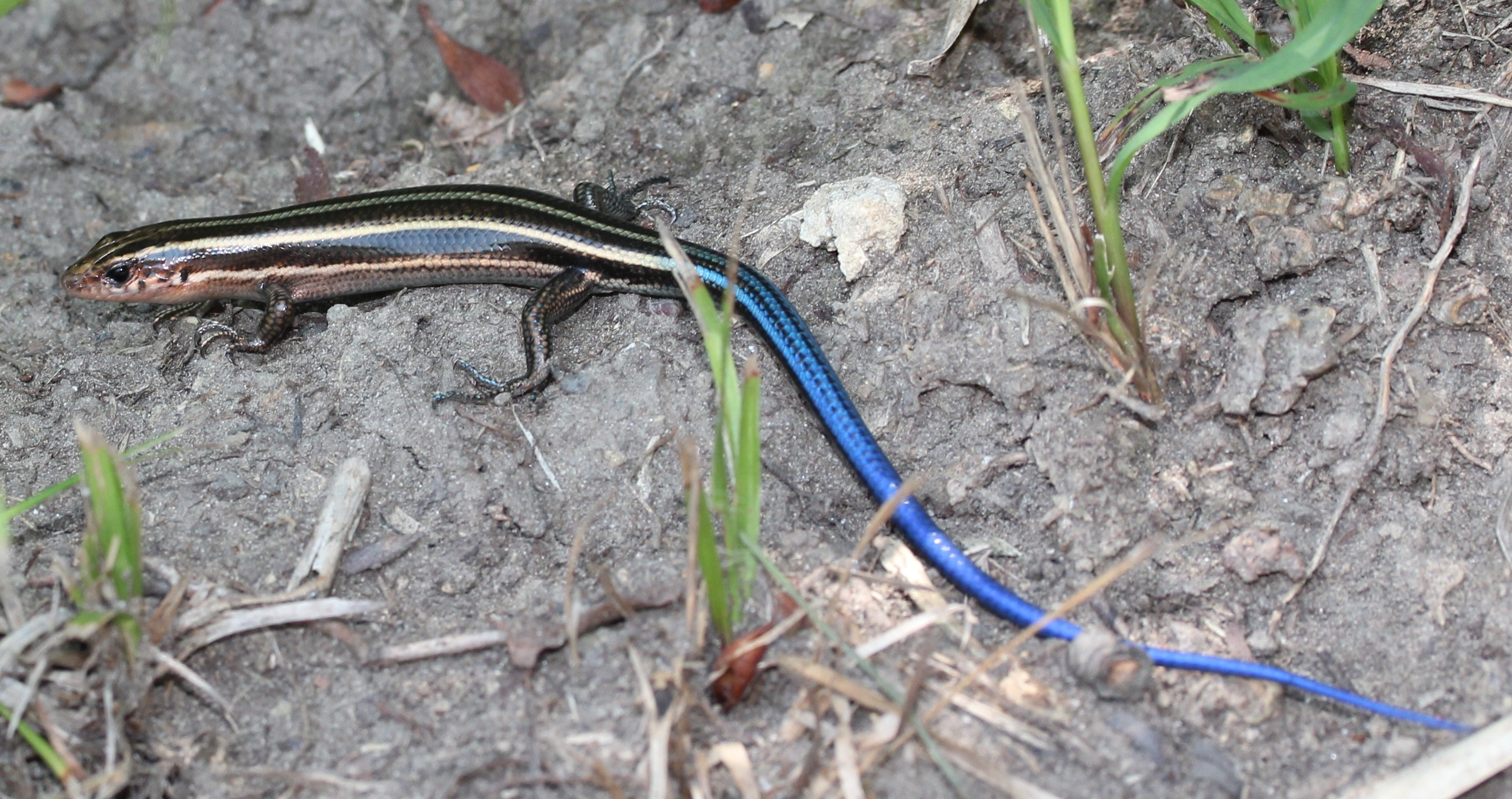
Juveniles Exemplar von Plestiodon finitimus in der Präfektur Aichi

Plestiodon finitimus ist mit einer Kopf-Rumpf-Länge von 6 bis 9 cm ein mittelgroßer Vertreter der Gattung Plestiodon. Juvenile Tiere haben wie viele der Plestiodon-Arten einen blauen Schwanz und gelbe Längsstreifen am Rumpf auf einer dunkelbraunen Grundfarbe.
Ähnliche und geographisch teils überlappende Arten sind P. japonicus und P. latiscutatus.
Die Skinke leben sowohl in Bergregionen als auch in Ebenen. Sie sind tagaktiv und sonnen sich oft an Straßenrändern, auf Steinmauern und in Gärten. Sie überdauern den Winter in Kältestarre. Jungtiere sind im Sommer nach der Regenzeit anzutreffen.

## Verbreitungsgebiet und Gefährdungsstatus
Die Art ist auf den nördlichen japanischen Hauptinseln Honshū (Zentral- und Nord-Honshū) und Hokkaidō verbreitet sowie möglicherweise auf den russischen Kurilen und der Ussuri-Küste. Die Art ist in Zentral-Honshū häufig zu finden, wohingegen sie gen Norden seltener wird mit Ausnahme des Hakkōda-Gebirges, wo sie vor allem in der Nähe von heißen Quellen anzutreffen ist. Sie kommt nicht auf der Izu-Halbinsel vor, wo man stattdessen die morphologisch sehr ähnliche Art Plestiodon latiscutatus findet.
Die IUCN stuft die Art aufgrund ihres großen Verbreitungsgebiets und ihrer Häufigkeit als nicht gefährdet („Least Concern“) ein.

## Systematik
Die Art wurde 2012 von Taku Okamoto und Tsutomu Hikida erstbeschrieben. Zuvor wurde sie lange mit Eumeces latiscutatus bzw. nach der Umbenennung Plestiodon japonicus synonymisiert.
Das Artepitheton finitimus ist Lateinisch für „benachbart“ bzw. „ähnlich“, was sich zum einen von ihrem Verbreitungsgebiet herleitet, das benachbart zu den Arten Plestiodon japonicus (im Südwesten Honshūs mit Ausnahme der Izu-Halbinsel, auf Shikoku und Kyūshū sowie umgebenden Inseln) und Plestiodon latiscutatus (Izu-Halbinsel und  Izu-Inseln) liegt, und zum anderen von ihrer morphologischen Ähnlichkeit zu diesen beiden Arten.

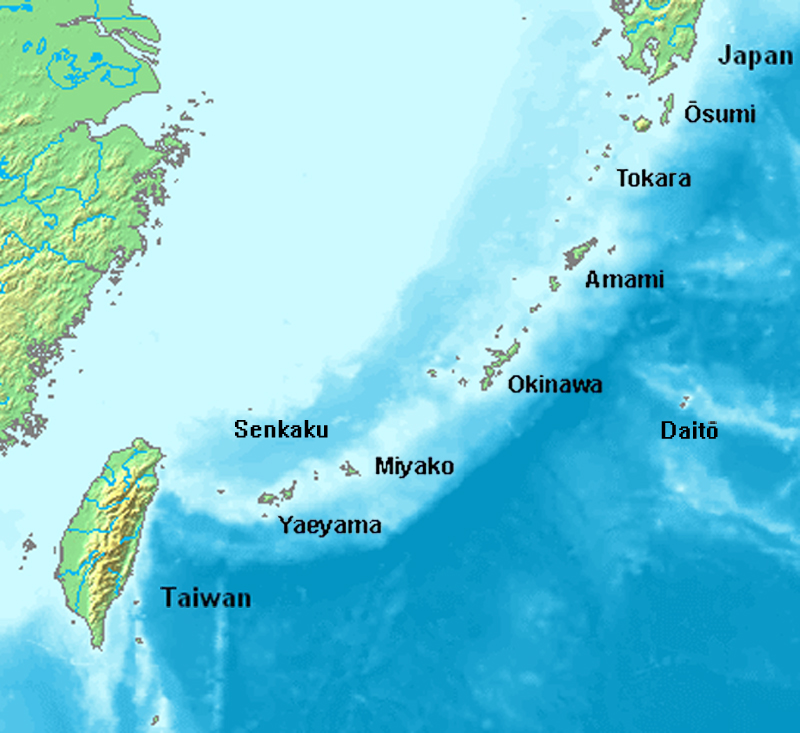
Lage der Nansei-Inselgruppen

Neben diesen drei finden sich innerhalb Japans weitere Arten auf den Nansei-Inseln:
- P. barbouri auf den Amami- und Okinawa-Inseln
- P. elegans auf den Senkaku-Inseln
- P. kishinouyei auf den Miyako- und Yaeyama-Inseln
- P. kuchinoshimensis auf Kuchinoshima im Norden der Tokara-Inseln
- P. marginatus auf den Okinawa-, Amami- und Tokara-Inseln
- P. oshimensis auf den Amami- und Tokara-Inseln
- P. stimpsonii auf den Yaeyama-Inseln
- P. takari auf vier der Senkaku-Inseln